# Sinergija
Sinergija (grč. συνεργός - raditi zajedno) je pojam koji opisuje stanje kada je celina nešto veće i drugačije od zbira svojih delova. Pojam se koristi u teologiji, biologiji, ekonomiji i drugim oblastima.
Kada je reč o srastanju podsistema u veći sistem, sinergija znači da se totalitetu sraslosti pripisuje ekstra bonus. Iako je termin prvobitno bio specifično biološki, on je dobio i šire značenje, na primer u poslovnom svetu, gde se ekstra bonus javlja na nivou integrisanih korporacija. Strogo govoreći, međutim, sinergije nisu uvek od koristi, jer u nekim slučajevima srastanje dovodi do problema koji ometaju totalitet i umanjuju njegovu efikasnost.
Postoji:
Tvrda sinergija (rast prihoda)
Meka sinergija (pad troškova)
Finansijska sinergija (smanjenje udela kredita u vlasničkom kapitalu)